# Primera División de México 1968-69
La temporada 1968-1969 de la Primera División fue la edición número XXVI en la historia de las competencias profesionales del fútbol mexicano, la competencia disputada por 16 equipos. El Cruz Azul se coronó campeón de la categoría por primera ocasión. La temporada tuvo 365 días de duración siendo la más larga en la historia del fútbol mexicano, inició el 14 de marzo de 1968 y finalizó oficialmente el día 13 del mismo mes de 1969. Esto fue debido a la pausa ocasionada por la celebración de los Juegos Olímpicos de México 68 que provocó un parón en la competición entre el 15 de septiembre y el 8 de noviembre.
Los estadios Olímpico Universitario, Azteca, Jalisco y León, escenarios de ocho de los equipos participantes en la máxima categoría mexicana, fueron utilizados para la justa olímpica. El escenario deportivo de la Ciudad Universitaria funcionó como Estadio olímpico. Mientras que las canchas del Coloso de Santa Úrsula, Guadalajara y León  fueron utilizadas como subsedes del Torneo Olímpico de balompié.

## Sistema de competencia
Los dieciséis participantes disputan el campeonato bajo un sistema de liga, es decir, todos contra todos a visita recíproca; con un criterio de puntuación que otorga dos unidades por victoria, una por empate y cero por derrota. El campeón sería el club que al finalizar el torneo haya obtenido la mayor cantidad de puntos, y por ende se ubique en el primer lugar de la clasificación. 
En caso de concluir el certamen con dos equipos empatados en el primer lugar, se procedería a un partido de desempate entre ambos conjuntos en una cancha neutral predeterminada al inicio del torneo; de terminar en empate dicho duelo, se realizará uno extra, y de persistir la igualdad en este, se alargaría a la disputa de dos tiempos extras de 15 minutos cada uno, y posteriormente Tiros desde el punto penal, hasta que se produjera un ganador.
En caso de que el empate en el primer lugar fuese entre más de dos equipos, se realizaría una ronda de partidos entre los involucrados, con los mismos criterios de puntuación, declarando campeón a quien liderada esta fase al final.
El descenso a Segunda División corresponderá al equipo que acumulara la menor cantidad de puntos, y que por ende finalice en el último lugar de la clasificación. Al igual que el campeonato, para el descenso se contempló una serie de partidos extra en caso de empate en puntos de uno o más equipos.
Para el resto de las posiciones que no estaban involucradas con la disputa del título y el descenso, su ubicación, en caso de empate, se definía por medio del criterio de gol average o promedio de goles, y se calculaba dividiendo el número de goles anotados entre los recibidos.

## Visión general
Cruz Azul ganó el campeonato por primera ocasión en su historia. La Máquina Celeste concluyó la temporada con 44 puntos, producto de 18 victorias, ocho empates y cuatro derrotas, las liebres aseguraron el campeonato en la jornada 28 tras derrotar al León por 3-2, finalmente cerraron la competencia con una ventaja de seis unidades sobre el Guadalajara, que acabó en segundo lugar, mientras que el Toluca completó el podio.
El Club de Fútbol Laguna ascendió a la Primera División tras haber ganado la temporada anterior de la Segunda Categoría.
El Nuevo León descendió a Segunda División luego de tres partidos de repechaje contra el Club Deportivo Oro, los dos clubes finalizaron la temporada con la misma cantidad de puntos, lo que provocó que los organismos organizadores del torneo determinaran la celebración del desempate. En un principio se planeó un solo juego en el Estadio Azteca, sin embargo, los dos primeros enfrentamientos terminaron en igualada, por lo que fue hasta el tercer juego cuando el Oro logró ganar asegurando la permanencia.

## Equipos participantes

### Ascensos y descensos
| Pos | Ascendido de la Segunda División 1967-68 |
| --- | ---------------------------------------- |
| 1.º | Laguna                                   |

| Pos | Descendido en la Primera División 1967-68 |
| --- | ----------------------------------------- |
| 16° | Atlético Morelia                          |

### Equipos por entidad federativa
En la temporada 1968-1969 jugaron 16 equipos que se distribuían de la siguiente forma:
| Monterrey Nuevo León Oro Atlas Guadalajara León Irapuato Necaxa Laguna Toluca Veracruz Pachuca C. Azul América Atlante UNAM }} | \| Entidad Federativa \| N.º \| Equipos \| \| ------------------ \| --- \| ------------------------------- \| \| Distrito Federal \| 4 \| América, Atlante, UNAM y Necaxa \| \| Jalisco \| 3 \| Atlas, Oro y Guadalajara \| \| Nuevo León \| 2 \| Monterrey y Nuevo León \| \| Guanajuato \| 2 \| Irapuato y León \| \| Hidalgo \| 2 \| Cruz Azul y Pachuca \| \| Coahuila \| 1 \| Laguna \| \| Estado de México \| 1 \| Toluca \| \| Veracruz \| 1 \| Veracruz \| |                                 |
| Entidad Federativa | N.º | Equipos                         |
| Distrito Federal | 4 | América, Atlante, UNAM y Necaxa |
| Jalisco | 3 | Atlas, Oro y Guadalajara        |
| Nuevo León | 2 | Monterrey y Nuevo León          |
| Guanajuato | 2 | Irapuato y León                 |
| Hidalgo | 2 | Cruz Azul y Pachuca             |
| Coahuila | 1 | Laguna                          |
| Estado de México | 1 | Toluca                          |
| Veracruz | 1 | Veracruz                        |

### Información de los equipos
| Equipo            | Sede                     | Estadio                |
| ----------------- | ------------------------ | ---------------------- |
| América (AME)     | Ciudad de México         | Azteca                 |
| Atlante (ATT)     | Ciudad de México         | Azteca                 |
| Atlas (ATS)       | Guadalajara, Jalisco     | Jalisco                |
| Cruz Azul (CAZ)   | Jasso, Hidalgo           | 10 de Diciembre        |
| Guadalajara (GDL) | Guadalajara, Jalisco     | Jalisco                |
| Irapuato (IRA)    | Irapuato, Guanajuato     | Irapuato               |
| Laguna (LAG)      | Torreón, Coahuila        | San Isidro             |
| León (LEO)        | León, Guanajuato         | León                   |
| Monterrey (MTY)   | Monterrey, Nuevo León    | Tecnológico            |
| Necaxa (NEC)      | Ciudad de México         | Azteca                 |
| Nuevo León (N.L.) | Monterrey, Nuevo León    | Tecnológico            |
| Oro (ORO)         | Guadalajara, Jalisco     | Jalisco                |
| Pachuca (PAC)     | Pachuca, Hidalgo         | Revolución Mexicana    |
| Toluca (TOL)      | Toluca, Estado de México | Luis Gutiérrez Dosal   |
| UNAM (UNA)        | Ciudad de México         | Olímpico Universitario |
| Veracruz (VER)    | Veracruz, Veracruz       | Veracruzano            |

## Tabla General
| Pos. | Equipo        | Pts. | PJ | G  | E  | P  | GF | GC | Dif. |                              |
| ---- | ------------- | ---- | -- | -- | -- | -- | -- | -- | ---- | ---------------------------- |
| 1    | Cruz Azul (C) | 44   | 30 | 18 | 8  | 4  | 49 | 26 | +23  | Campeón                      |
| 2    | Guadalajara   | 38   | 30 | 14 | 10 | 6  | 45 | 30 | +15  |                              |
| 3    | Toluca        | 34   | 30 | 13 | 8  | 9  | 43 | 30 | +13  |                              |
| 4    | UNAM          | 34   | 30 | 13 | 8  | 9  | 50 | 42 | +8   |                              |
| 5    | América       | 34   | 30 | 14 | 6  | 10 | 38 | 36 | +2   |                              |
| 6    | Atlas         | 34   | 30 | 13 | 8  | 9  | 41 | 39 | +2   |                              |
| 7    | León          | 31   | 30 | 13 | 5  | 12 | 54 | 50 | +4   |                              |
| 8    | Atlante       | 31   | 30 | 12 | 7  | 11 | 43 | 44 | −1   |                              |
| 9    | Necaxa        | 29   | 30 | 10 | 9  | 11 | 38 | 31 | +7   |                              |
| 10   | Pachuca       | 28   | 30 | 11 | 6  | 13 | 49 | 51 | −2   |                              |
| 11   | Monterrey     | 28   | 30 | 10 | 8  | 12 | 37 | 46 | −9   |                              |
| 12   | Veracruz      | 27   | 30 | 8  | 11 | 11 | 29 | 35 | −6   |                              |
| 13   | Laguna        | 23   | 30 | 7  | 9  | 14 | 34 | 45 | −11  |                              |
| 14   | Irapuato      | 23   | 30 | 7  | 9  | 14 | 38 | 52 | −14  |                              |
| 15   | Nuevo León    | 21   | 30 | 7  | 7  | 16 | 33 | 44 | −11  | Promoción por la permanencia |
| 16   | Oro           | 21   | 30 | 7  | 7  | 16 | 34 | 54 | −20  | Promoción por la permanencia |

 Fuente: RSSSF
|                                |
| Cruz Azul Campeón 1.er título. |

## Resultados
| Local \ Visitante | AME | ATT | ATL | CAZ | GDL | IRA | LAG | LEO | MTY | NEC | NL  | ORO | PAC | TOL | UNM | VER |
| ----------------- | --- | --- | --- | --- | --- | --- | --- | --- | --- | --- | --- | --- | --- | --- | --- | --- |
| América           | —   | 0–1 | 0–1 | 0–2 | 2–2 | 0–0 | 2–1 | 1–0 | 1–0 | 2–0 | 4–2 | 1–0 | 3–1 | 2–1 | 1–1 | 2–1 |
| Atlante           | 2–0 | —   | 5–2 | 0–1 | 0–2 | 3–0 | 2–0 | 2–1 | 1–0 | 1–2 | 1–5 | 1–1 | 3–1 | 3–1 | 2–4 | 1–1 |
| Atlas             | 2–2 | 1–2 | —   | 1–0 | 0–0 | 0–0 | 1–0 | 4–2 | 2–0 | 0–0 | 2–0 | 1–3 | 2–0 | 1–0 | 2–0 | 2–2 |
| Cruz Azul         | 2–0 | 2–2 | 3–1 | —   | 2–0 | 2–0 | 1–1 | 4–1 | 3–0 | 0–0 | 2–0 | 2–1 | 2–1 | 2–2 | 1–0 | 0–0 |
| Guadalajara       | 3–0 | 3–1 | 2–2 | 0–1 | —   | 3–1 | 1–1 | 2–0 | 0–0 | 0–2 | 0–3 | 4–2 | 1–1 | 1–0 | 3–2 | 1–0 |
| Irapuato          | 0–2 | 1–1 | 5–0 | 0–2 | 0–0 | —   | 4–2 | 1–1 | 3–0 | 1–5 | 1–1 | 2–1 | 2–3 | 2–1 | 2–2 | 3–1 |
| Laguna            | 2–0 | 2–0 | 1–2 | 1–2 | 2–2 | 0–0 | —   | 1–4 | 2–3 | 1–0 | 2–0 | 0–0 | 2–0 | 1–1 | 1–2 | 1–0 |
| León              | 2–3 | 2–0 | 0–1 | 2–3 | 0–5 | 4–2 | 3–1 | —   | 1–1 | 5–1 | 3–0 | 5–3 | 4–2 | 3–2 | 2–1 | 1–0 |
| Monterrey         | 2–1 | 1–1 | 1–0 | 2–2 | 0–1 | 2–0 | 1–1 | 2–2 | —   | 0–3 | 1–0 | 2–3 | 3–2 | 1–1 | 4–2 | 1–0 |
| Necaxa            | 2–0 | 2–1 | 1–1 | 0–1 | 1–2 | 2–1 | 4–1 | 0–1 | 2–2 | —   | 1–1 | 6–1 | 0–0 | 0–1 | 1–1 | 1–0 |
| Nuevo León        | 0–1 | 3–1 | 1–2 | 0–1 | 1–2 | 3–1 | 1–2 | 0–0 | 1–5 | 3–1 | —   | 1–1 | 0–0 | 0–0 | 0–1 | 1–1 |
| Oro               | 1–2 | 0–1 | 2–4 | 1–1 | 0–0 | 1–1 | 1–1 | 0–1 | 0–1 | 1–0 | 3–2 | —   | 3–1 | 2–1 | 2–4 | 1–0 |
| Pachuca           | 0–2 | 3–3 | 2–1 | 2–2 | 1–2 | 3–0 | 1–0 | 4–2 | 2–1 | 1–0 | 2–3 | 1–0 | —   | 3–0 | 4–1 | 6–2 |
| Toluca            | 1–1 | 3–0 | 1–0 | 3–2 | 1–0 | 2–0 | 4–2 | 1–0 | 4–0 | 1–1 | 2–0 | 4–0 | 2–1 | —   | 0–1 | 2–0 |
| UNAM              | 2–2 | 0–2 | 3–2 | 4–1 | 2–1 | 4–1 | 1–1 | 1–1 | 2–0 | 1–0 | 0–1 | 1–0 | 5–1 | 1–1 | —   | 1–1 |
| Veracruz          | 2–1 | 0–0 | 1–1 | 1–0 | 2–2 | 1–4 | 2–1 | 2–1 | 3–1 | 0–0 | 1–0 | 3–0 | 0–0 | 0–0 | 2–0 | —   |

### Promoción de descenso
| 6 de marzo de 1969                                          | Oro              | 1:1 (1:1) (t. s.) | Nuevo León    | Estadio Azteca, Ciudad de México |                             |
|                                                             | Pérez 32' (pen.) |                   | Perrichón 22' | Árbitro(s): Arturo Yamasaki      | Árbitro(s): Arturo Yamasaki |
| Debido al empate, se recurrió a una repetición del partido. |                  |                   |               |                                  |                             |

| 9 de marzo de 1969                                          | Nuevo León               | 2:2 (2:1) (t. s.) | Oro                            | Estadio Azteca, Ciudad de México  |                                   |
|                                                             | Aguilar 2' · Álvarez 13' |                   | Brambila 23' · de Oliveira 58' | Árbitro(s): Abel Aguilar Elizalde | Árbitro(s): Abel Aguilar Elizalde |
| Debido al empate, se recurrió a una repetición del partido. |                          |                   |                                |                                   |                                   |

| 13 de marzo de 1969 | Oro          | 1:0 (0:0) | Nuevo León | Estadio Azteca, Ciudad de México       |                                        |
|                     | Brambila 89' |           |            | Árbitro(s): Alfonso González Archundia | Árbitro(s): Alfonso González Archundia |

Oro permanece en Primera División. Nuevo León desciende a Segunda

## Goleo individual
Con 24 goles en la temporada regular, Luis Estrada, delantero del León, consigue coronarse por primera ocasión como campeón de goleo.
|     | Jugador           | Club        | Goles |
| --- | ----------------- | ----------- | ----- |
| 1.  | Luis Estrada      | León        | 24    |
| 2.  | Enrique Borja     | U.N.A.M.    | 21    |
| 3.  | Vicente Pereda    | Toluca      | 12    |
| 4.  | Pepe Delgado      | Atlas       | 12    |
| 5.  | José Alves        | América     | 12    |
| 6.  | Norberto Boggio   | Atlante     | 11    |
| 7.  | Ernesto Cisneros  | Atlante     | 11    |
| 8.  | Jesús Zarate      | Pachuca     | 11    |
| 9.  | Javier Valdivia   | Guadalajara | 11    |
| 10. | Francisco Linares | Toluca      | 11    |
| 11. | Mariano Ubiracy   | Veracruz    | 11    |
| 12. | Ubirajara Chagas  | Monterrey   | 11    |